# 三国洋子
三国 洋子（みくに ようこ、1927年1月28日 - ）は、日本の小説家。北海道函館市出身。
北海道庁立函館高等女学校卒業。1946年から1959年まで、函館市立函館幼稚園で幼稚園教諭として勤務。1963年、「雨のあと」にて、第1回文化評論新人賞短編小説部門入選。1960年代から函館で文学運動を続け、リアリズム研究会から日本民主主義文学同盟に所属した。

## 著書
- 『あの川を渡れ』（北書房、1971年）
- 『いま、海は凪ぎ』（北書房、1978年）
- 『雪が来る』（光和堂、1984年）

## 参考
- 『雪が来る』（光和堂、1984年）
- 『北海道文学大事典』（北海道新聞社、1985年）